# Klepsydrops
Klepsydrops – rodzaj gada ssakokształtnego z rodziny ofiakodontów. Żył we wczesnym karbonie. Żywił się owadami i małymi zwierzętami. Był blisko sporewniony z Archaeothyris.

## Gatunki
- Clepsydrops collettii,
- Clepsydrops limbatus,
- Clepsydrops natalis,
- Clepsydrops vinslovii.